# 퀼스
《퀼스》(영어: Quills)는 미국, 영국, 독일에서 제작된 필립 코프먼 감독의 2000년 시대극 영화이다. 제프리 러시, 케이트 윈즐릿 등이 출연하였고, 줄리아 채즈먼 등이 제작에 참여하였다.

## 줄거리
파리에서 투옥된 사드 후작은 샤랑통 정신병원에 갇혀 있으며, 쿨미에르 수도원장의 감독을 받고 있다. 후작은 세탁부 마들렌 "매디" 르클레르를 통해 익명의 기수를 통해 출판사에 원고를 밀반입하여 작품을 출판해 왔다. 후작의 최신작인 쥐스틴은 암시장에서 큰 성공을 거두며 출판된다. 나폴레옹 1세 황제는 모든 사본을 불태우고 저자를 총살하라고 명령하지만, 그의 고문 델베네는 다른 아이디어를 제안한다. 루아예르-콜라르 박사를 보내 후작을 침묵시키라는 것이다. 한편, 수도원장은 마들렌에게 읽고 쓰는 법을 가르친다.
얼마 후 루아예르-콜라르 박사가 도착한다. 수도원장은 루아예르-콜라르의 공격적인 고대 "치료법" 제안을 거부하고 후작과 직접 대화하며, 후작은 복종을 맹세한다. 루아예르-콜라르는 파리의 팡테몽 수도원으로 가서 약속된 어린 신부 시몬을 데려온다. 그들은 황제로부터 낡은 샤토를 받고, 젊은 건축가 프루익스가 수리 작업을 위해 대기하고 있다.
급작스러운 결혼은 정신병원에서 많은 소문을 불러일으키고, 후작은 공개 전람회에서 공연할 소극을 쓴다. "사랑의 죄악"이라는 제목의 대담한 연극은 수감자 부숑이 무대 뒤에서 마들렌을 성추행하면서 중단되고, 마들렌은 그를 다리미로 얼굴을 때린다. 루아예르-콜라르는 공개극장을 폐쇄하고 수도원장에게 후작을 더 잘 통제하라고 요구한다. 격분한 수도원장은 후작의 깃펜과 잉크를 압수하고, 이는 침대 시트에 와인으로, 옷에 피로 이야기를 쓰는 등 더 많은 전복적인 행동을 유발한다. 후작은 결국 빈 독방에 발가벗겨진 채 남겨진다. 한 하녀가 마들렌이 후작을 돕고 있었다고 폭로한다. 마들렌은 루아예르-콜라르의 명령으로 채찍질을 당하다가 수도원장이 자신을 대신 내세우며 그녀를 쫓아낼 것이라고 선언하자 멈춘다. 그날 밤, 그녀는 수도원장의 방을 찾아가 자신을 쫓아내지 말아달라고 간청하고 그에 대한 사랑을 고백하며, 수도원장은 그녀에게 키스한다. 그러나 그는 갑자기 물러선다.
한편, 루아예르-콜라르는 결혼식 밤에 시몬을 강간하고, 그녀를 사실상 죄수로 가둔다. 그녀는 쥐스틴 사본을 구입하고 프루익스를 유혹하여 두 연인은 함께 도망친다. 그녀는 자신의 행동을 설명하는 편지와 쥐스틴 사본을 남긴다. 이를 발견한 루아예르-콜라르는 후작을 문제의 근원으로 여기고 복수를 시작한다.
샤랑통에서 쫓겨나기 직전, 마들렌은 후작에게 마지막 이야기를 간청하고, 이 이야기는 정신병원 환자들을 통해 그녀에게 전달된다. 릴레이의 마지막에 있는 수감자 부숑은 이야기에 흥분하여 자신의 독방을 부수고 마들렌을 죽인다. 정신병원은 방화범 도팽에 의해 불이 붙고 수감자들은 독방에서 탈출한다.
마들렌의 시신은 그녀의 맹인 어머니와 수도원장에 의해 세탁조에서 발견된다. 부숑은 잡혀 철제 인형 안에 갇힌다. 수도원장은 마들렌의 죽음을 후작 탓으로 돌리고 그를 격분하게 만든다. 후작은 상상할 수 있는 모든 방식으로 마들렌과 함께 있었다고 주장하지만, 그녀가 처녀로 죽었다는 말을 듣는다. 수도원장은 벌로 후작의 혀를 자른다. 수도원장은 마들렌의 시체와 성교하는 꿈을 꾼다. 후작의 건강은 악화되지만, 그는 인내하며 분뇨를 잉크 삼아 이야기를 써서 자신의 독방을 장식한다. 후작이 죽어갈 때, 수도원장은 그에게 종부성사를 읽어주고 십자가에 키스하라고 내민다. 후작은 도전적으로 십자가를 삼키고 질식하여 죽는다.
1년 후, 새로운 수도원장이 샤랑통에 도착하고 대대적인 견학을 받는다. 정신병원은 인쇄소로 바뀌었고, 수감자들이 그 직원으로 일한다. 인쇄되는 책들은 후작의 작품들이다. 견학이 끝날 무렵, 새로운 수도원장은 이전 수도원장을 만나는데, 그는 후작의 옛 독방에 거주하고 있다. 글을 쓰고 싶어하는 그는 새로운 수도원장에게 종이와 깃펜을 간청하지만, 그는 이제 정신병원의 감독관인 루아예르-콜라르에게 이끌려 간다. 그러나 엿보기 구멍이 열리고 마들렌의 어머니가 종이, 깃펜, 잉크를 밀어넣는다. 수도원장은 격렬하게 낙서를 시작하고, 후작이 내레이션을 제공한다.

## 출연진
- 제프리 러시
- 케이트 윈즐릿
- 호아킨 피닉스
- 마이클 케인
- 빌리 화이틀로
- 어밀리아 워너
- 스티븐 모이어
- 제인 메널레이어스
- 패트릭 맬러하이드

## 기타 제작진
- 공동 제작: 마크 허프먼
- 배역: 도나 아이작슨, 프리실라 존
- 미술: 마틴 차일즈
- 의상: 재클린 웨스트

## 사운드트랙
1. "The Marquis and the Scaffold" – 3:08
2. "The Abbe and Madeleine" – 2:19
3. "The Convent" – 2:22
4. "Plans for a Burial" – 1:18
5. "Dream of Madeleine" – 4:42
6. "Royer-Collard and Bouchon" – 4:15
7. "Aphrodisiac" – 2:59
8. "The Last Story" – 7:35
9. "The Marquis' Cell at Charenton" – 4:38
10. "The End: A New Manuscript" – 7:32
11. "The Printing Press" – 2:22